# 藤門太郎
藤門 太郎（ふじかどたろう）は、東京都大田区出身の作曲家、およびギタリストである。曽祖父はスコットランド人のArthur Morison。

## 来歴
小学校からピアノを始める。中学時代はブラスバンドに所属、高校入学と同時にエレクトリック・ギターを弾き始める。17歳でジョン・コルトレーンの音楽に出会い強く影響されジャズの道を志し渡米、ボストンのバークリー音楽大学に入学。卒業後に大村憲司のローディーとして活動、晩年まで師弟関係は続き、ギターテクニック、楽曲編曲、ミュージシャンシップなどにおいて音楽家として多大な影響を受けた。2009年より映像音楽家として活動を開始。多くのTVコマーシャルに多くの楽曲を提供。

## 作品
TVCM
| 企業                                             | 放送日 | 商品名                                                        | タイトル                                                          | 演奏                                         | 出演                                                       |  |
| ------------------------------------------------ | ------ | ------------------------------------------------------------- | ----------------------------------------------------------------- | -------------------------------------------- | ---------------------------------------------------------- |  |
| AEON（イオン）                                   | 2011年 | 「セレブレイトスーツ2011」                                    | VOL.1「ストリート」篇「水族館」篇 VOL.2「カフェ」篇「ブランコ」篇 | 戸田和雅子                                   | 麻生久美子                                                 |  |
| 財務省                                           | 2013年 | 「国債・テレビCM」                                            | 「冬の個人向け国債」「夏の個人向け国債」                          |                                              |                                                            |  |
| ABC-MART(ABCマート)                              | 2014年 | 「SUPER SUMMER SALE」                                         | 「イエローサブマリン篇」                                          |                                              | 篠田麻里子                                                 |  |
| ABC-MART(ABCマート)                              | 2015年 | 「adidas adihoney inheel(アディダス アディハニーインヒール)」 | 「海辺で着替え篇」                                                |                                              | 広瀬アリス                                                 |  |
| ABC-MART(ABCマート)                              | 2015年 | 「NUOVO(ヌーボ) ／Hawkins Sport(ホーキンス スポーツ)」        | 「キレらくトラッド レディースオックスフォードシューズ」篇         | ENVIE                                        | 広瀬アリス                                                 |  |
| NIKKA WHISKY (ニッカウヰスキー)                  | 2015年 | 「NIKKA HIGHTBALL(ニッカハイボール)」                         | 「ニッカーなハイボール。篇」                                      |                                              | 香取慎吾                                                   |  |
| キユーピー                                       | 2015年 | 「キユーピー ディップソース」                                 | 「ENJOY DIP!」篇                                                  | アヤコアカシバ                               | キユーピーちゃん                                           |  |
| ABC-MART(ABCマート)                              | 2015年 | 「新春初売り」                                                | 「新春初売り2016」                                                |                                              | 松岡茉優                                                   |  |
| mandom(マンダム)                                 | 2016年 | 「GATSBY(ギャツビー) ボディペーパー」                         | 「使ってない篇」「 使ってる篇」                                   |                                              | 松田翔太 /ケビン君 /ギャビーちゃん                         |  |
| MOS BURGER（モスフードサービス）                 | 2016年 |                                                               | 「選抜！直火焼チキン祭」                                          |                                              | 本田なお /田中明                                           |  |
| Kowa(興和)                                       | 2016年 | 「Dr.Nail DEEP SERUM (ドクターネイル ディープセラム)」        | 「2016年ナイトケア」篇                                            |                                              | 笛木優子 /宮本さき /黒崎まゆ 他                            |  |
| 東急不動産                                       | 2016年 | 「TOKYU PLAZA（東急プラザ）」                                 | 「新しい毎日を、お散歩しよう。編」                                | Karissa Noel                                 | 比留川游                                                   |  |
| 洋服の青山                                       | 2017年 | 「クーポン」                                                  | 「下取り」篇                                                      | サウンドロゴ ♪武井咲                         | 武井咲                                                     |  |
| REINS international (レインズインターナショナル) | 2017年 | 「牛角」                                                      | 「肉も野菜も、牛角で。」欲望フリーヨガ 30秒                       |                                              | 秋山竜次（ロバート） /山本博(ロバート) /馬場裕之(ロバート) |  |
| SmartHR                                          | 2017年 | 「1クリック人事労務 SmartHR」                                 | 「エンマ様の働き方改革 書類作成篇」                               |                                              |                                                            |  |
| 東急不動産                                       | 2017年 | 「TOKYU PLAZA（東急プラザ）」                                 | 「緑のトンネル編」                                                |                                              | Tokico                                                     |  |
| House(ハウスウェルネスフーズ)                    | 2017年 | 「ウコンの力」                                                | 「国分太一登場」篇／「分かります」篇                              |                                              | 国分太一                                                   |  |
| 日清食品                                         | 2017年 | 「チキンラーメン」                                            | 「ヒーローインタビュー 篇」                                       |                                              | 新垣結衣                                                   |  |
| ブリヂストン                                     | 2018年 | 「ブリヂストンタイヤ」                                        | 「タイヤの細道 旅立ち篇」                                         | どこまでも行こう/小林亜星                    | 綾瀬はるか / 佐藤二郎                                      |  |
| 幸楽苑                                           | 2018年 | 「新・極上中華そば」                                          | 「無茶ブリ」編                                                    |                                              | 三戸なつめ                                                 |  |
| サンヨー食品                                     | 2018年 | 「サッポロ一番 和ラー」                                       | 「メンバー実食篇」                                                |                                              | 白石麻衣/生田絵梨花 /松村沙友理(乃木坂46)                  |  |
| Right-on（ライトオン）                           | 2018年 | 「心地よい場所へ。心地よい服と。」                            | 「ライトオン40周年 冬の光篇」                                     | 「Winter Sparkle」/ 藤門太郎                 | 川口春奈                                                   |  |
| COCO'S                                           | 2019年 | 「まんまるハンバーグ」                                        | 「とろけるチェダーチーズ」篇                                      |                                              |                                                            |  |
| アサヒ飲料                                       | 2019年 | 「守る働く乳酸菌」                                            | 「守り合ってますか? 入善町（冬）BI」編 30秒                       | 線路は続くよどこまでも                       | 山下智久                                                   |  |
| HITOWAライフパートナー                           | 2019年 | 「おそうじ本舗」                                              | 「プロモーション動画 2019年」                                     |                                              | 北村一輝 /幸田尚子                                         |  |
| サンヨー食品                                     | 2019年 | 「サッポロ一番 和ラー」                                       | 「過剰な食レポ篇」                                                |                                              | 白石麻衣(乃木坂46)                                         |  |
| SEKISUI HOUSE（積水ハウス）                      | 2020年 | 「住まいの参観日」                                            | 「え、実際の家で見学会!?」篇 30秒                                 | 積水ハウスの歌/小林亜星                      | 宮本かよ /鹿島裕介 /木曽源 他                              |  |
| H.I.S.（エイチアイエス）                         | 2020年 | 「HIS初夢フェア2020」                                         | 「40th特別企画：シンガポール編」                                  |                                              |                                                            |  |
| マンパワーグループ                               | 2021年 | 「総合人材会社」                                              | 「Manpower to you」篇                                             |                                              | 土屋太鳳                                                   |  |
| マンパワーグループ                               | 2022年 | 「総合人材会社」                                              | 「Manpower to you」篇                                             |                                              | 土屋太鳳                                                   |  |
| サトウ                                           | 2022年 | 「サトウの切り餅」                                            | 「モチモチながモチ」編                                            |                                              | 芦田愛菜                                                   |  |
| JR東日本                                         | 2023年 | 「企業広告」                                                  | 「会いたいをつなぐ。」                                            | YOKAN（Flugelhorn）、藤門太郎（Guitar）      |                                                            |  |
| キリンビール株式会社                             | 2024年 | 「本麒麟」                                                    | 「新しい本麒麟始まる 登場編」                                     | 中野勇介（トランペット）、藤門太郎（ギター） | タモリ/広瀬アリス/江口洋介/松山ケンイチ                    |  |
| ACジャパン                                       | 2025年 | 「スタートライン」（第62回JAA広告賞受賞）                     | アニメーション： ささき えり                                      | ボイス： 田中千空                            | ナレーション： 田部圭祐                                    |  |

## 関連作品
- 『東京ガードセンター』[6]サウンドトラック　ドラマ全12話
- 『忍者玉丸 東海道五十三次』[7]サウンドトラック　アニメーション全26話
- 『Young Alive!』サウンドトラック　日本科学未来館3Dアニメーション
- 『ゴミ箱 -GOMIBAKO-』サウンドトラック
- 『天誅4』サウンドトラック参加
- 『侍道3』サウンドトラック参加
- 『ハード・トーク・カフェ』サウンドトラック（フジテレビ系列「めざましテレビ」内アニメ）
- 横浜ブルク13場内音楽
- 東芝未来科学館 エントランス音楽
- 社団法人トラック協会社歌